# Pedro Pinto Jara
Pedro Rosamel Pinto Jara (El Monte, Región Metropolitana de Santiago, Chile, 20 de marzo de 1951) es un exfutbolista chileno. Jugó de delantero por la izquierda y ostenta dos títulos de la Primera División de Chile con Colo-Colo y Palestino.

## Trayectoria
Se inició en el fútbol amateur en el Club Deportivo Caupolicán de El Monte, en 1969 a los 18 años ingresa al club Colo-Colo en donde debuta en el profesionalismo disputando cuatro partidos en esa temporada, al año siguiente disputa seis partidos y se corona campeón de Primera División con el club albo.
Al no ser considerado para la temporada 1971 emigra al club Green Cross de la ciudad de Temuco las próximas tres temporadas, en 1974 pasa al club Palestino que bajo la conducción de Caupolicán Peña logra el subcampeonato de 1974, el título de Copa Chile 1975 y de Copa Chile 1977 y el campeonato de Primera División 1978, equipo en el que destacaban entre otros Elías Figueroa y Óscar Fabbiani. Disputó con los árabes las Copas Libertadores de 1976, 1978 y 1979.
En 1976 tuvo una corta experiencia en el Atlético Potosino de la primera división de México.
En 1983 aquejado por lesiones se retira del fútbol profesional en Palestino.

## Selección nacional
Vistió la camiseta de la Selección de fútbol de Chile en 8 encuentros desde 1974 hasta 1979, destacando su participación en las Eliminatorias para la Copa Mundial de Fútbol de 1978.

### Participaciones en Copas América
| Torneo            | Sede          | Resultado  | PJ | G |
| ----------------- | ------------- | ---------- | -- | - |
| Copa América 1979 | Sin sede fija | Subcampeón | 0  | 0 |

### Participaciones en Clasificatorias a Copas del Mundo
| Eliminatorias                | País      | Resultado | Posición | PJ | G |
| ---------------------------- | --------- | --------- | -------- | -- | - |
| Eliminatorias Argentina 1978 | Argentina | Eliminado | 2º       | 2  | 0 |

### Partidos internacionales
| Partidos internacionales | Partidos internacionales | Partidos internacionales                | Partidos internacionales | Partidos internacionales | Partidos internacionales | Partidos internacionales | Partidos internacionales | Partidos internacionales       | Partidos internacionales |
| N.º                      | Fecha                    | Estadio                                 | Local                    | Resultado                | Visitante                | Goles                    | DT                       | Competición                    |                          |
| ------------------------ | ------------------------ | --------------------------------------- | ------------------------ | ------------------------ | ------------------------ | ------------------------ | ------------------------ | ------------------------------ | ------------------------ |
| 1                        | 6 de noviembre de 1974   | Estadio Nacional, Santiago, Chile       | Chile                    | 0-2                      | Argentina                |                          | Pedro Morales            | Copa Carlos Dittborn 1974      |                          |
| 2                        | 22 de diciembre de 1974  | Estadio Nacional, Santiago, Chile       | Chile                    | 2-1                      | Paraguay                 |                          | Pedro Morales            | Copa Acosta Ñu                 |                          |
| 3                        | 4 de junio de 1975       | Estadio Centenario, Montevideo, Uruguay | Uruguay                  | 1-0                      | Chile                    |                          | Pedro Morales            | Copa Juan Pinto Durán 1975     |                          |
| 4                        | 25 de junio de 1975      | Estadio Santa Laura, Santiago, Chile    | Chile                    | 1-3                      | Uruguay                  |                          | Pedro Morales            | Copa Juan Pinto Durán 1975     |                          |
| 5                        | 20 de marzo de 1977      | Estadio Nacional, Santiago, Chile       | Chile                    | 3-0                      | Ecuador                  |                          | Caupolicán Peña          | Clasificatorias Argentina 1978 |                          |
| 6                        | 26 de marzo de 1977      | Estadio Nacional, Lima, Perú            | Perú                     | 2-0                      | Chile                    |                          | Caupoliçan Peña          | Clasificatorias Argentina 1978 |                          |
| 7                        | 11 de julio de 1979      | Estadio Nacional, Santiago, Chile       | Chile                    | 1-0                      | Uruguay                  |                          | Luis Santibáñez          | Copa Juan Pinto Durán 1979     |                          |
| 8                        | 4 de junio de 1979       | Estadio Centenario, Montevideo, Uruguay | Uruguay                  | 2-1                      | Chile                    |                          | Luis Santibáñez          | Copa Juan Pinto Durán 1979     |                          |
| Total                    | Total                    | Total                                   | Presencias               | 8                        | Goles                    | 0                        |                          |                                |                          |

| Selección chilena | Selección chilena | Selección chilena |
| Año               | Partidos          | Goles             |
| ----------------- | ----------------- | ----------------- |
| 1974              | 2                 | 0                 |
| 1975              | 2                 | 0                 |
| 1977              | 2                 | 0                 |
| 1979              | 2                 | 0                 |
| Total             | 8                 | 0                 |

## Clubes
| Club                         | País   | Año       |
| ---------------------------- | ------ | --------- |
| Colo-Colo                    | Chile  | 1969-1970 |
| Green Cross-Temuco           | Chile  | 1971-1973 |
| Palestino                    | Chile  | 1974-1976 |
| Atlético Potosino            | México | 1976      |
| Palestino                    | Chile  | 1977-1983 |
| → San Antonio Unido (cedido) | Chile  | 1981      |

## Palmarés
| Título           | Club      | País  | Año  |
| ---------------- | --------- | ----- | ---- |
| Primera División | Colo-Colo | Chile | 1970 |
| Copa Chile       | Palestino | Chile | 1975 |
| Copa Chile       | Palestino | Chile | 1977 |
| Primera División | Palestino | Chile | 1978 |